# Верх-Жилинська сільська рада
Верх-Жи́линська сільська рада (рос. Верх-Жилинский сельский совет) — сільське поселення у складі Косіхинського району Алтайського краю Росії.
Адміністративний центр та єдиний населений пункт — село Верх-Жилино.

## Населення
Населення — 386 осіб (2019; 460 в 2010, 680 у 2002).